# Sagalassa lilacina
Sagalassa lilacina is een vlinder uit de familie Brachodidae. De wetenschappelijke naam van de soort is voor het eerst geldig gepubliceerd door Thomas de Grey Walsingham.